# نرایر داویتیان
نرایر داویتیان (Նորայր Դավիդյան؛ زادهٔ ۲۴ ژانویهٔ ۱۹۵۰ - ۲۰ سپتامبر ۲۰۲۰) یک پزشک، و سیاستمدار اهل ارمنستان است که از تاریخ ۲۰۰۳ تا تاریخ ۲۰۰۷ در دولت دوم آندرانیک مارگاریان سمت وزیر بهداشت ارمنستان را برعهده داشت.

## زندگی‌نامه
در ۲۴ ژانویهٔ ۱۹۵۰ در ایروان به دنیا آمد  وی در ۲۰ سپتامبر ۲۰۲۰ در سن ۷۰ سالگی درگذشت.